# 奥托·施特拉塞尔
奥托·约翰·马克西米利安·施特拉塞尔（德語：Otto Johann Maximilian Strasser，又；1897年9月10日—1974年8月27日），德国政治人物、纳粹党早期成员。奥托·斯特拉瑟和他的哥哥格雷戈尔·施特拉塞尔一同属于纳粹党左翼领导人，他們的政治思想被稱作施特拉塞尔主义。
1930年前后以奥托为首的纳粹党左翼与希特勒代表的另一派人发生冲突，奥托脱离纳粹党并组建了黑色阵线，该组织旨在分化纳粹党党员并将其从希特勒势力里争取。在他流亡及第三帝国时期该组织还充当了一个秘密的反对派团体。

## 早年生活与政治生涯

### 早年生活
奥托·施特拉塞尔是巴伐利亚律师、公务员彼得·施特拉塞尔（1855—1928）与妻子保利娜·施特拉塞尔（1873—1943）五个孩子中的老二。奥托的兄弟包括本笃会修士伯恩哈德·施特拉塞尔（教名保罗，1895—1981）、纳粹党政治家格雷戈尔·施特拉塞尔（1892—1934），后者在长刀之夜中被杀；奥托的幼弟安东·施特拉塞尔（1906—1943）成为了公证人，并在二战期间于苏联战死，并未涉足政治。此外，奥托还有一个妹妹奥尔加·施特拉塞尔（1899—？）。
1914年8月，奥托以17岁的志愿兵的身份加入巴伐利亚陆军，并被《慕尼黑杂志》称作“巴伐利亚最年轻的志愿兵”。在一战期间，他多次受伤，1917年11月，他被提升为预备役中尉，并被授予一等铁十字勋章。在军队服役期间，他因订阅了一本社民党的杂志而被称为“红色中尉”。1919年，据说他与其兄格雷戈尔·施特拉塞尔一样，作为德国自由军团的成员参与了对巴拉利亚苏维埃共和国的镇压。但在2013年《新德意志人物志》关于格雷戈尔·施特拉塞尔的文章中，阿明·诺尔岑指出，除了他们后来的自述以外，没有可靠的证据表明他们当时是自由军团的成员。同年，奥托前往柏林学习经济学。
在1919年或1920年，他成为德国多数社会民主党的成员。1920年，他领导了一个准军事组织“红色百人团”（德語：Rote Hundertschaft）抵抗卡普政变，并于同年因不满社民党领导层违反《比勒费尔德协定》而退党。1921年在维尔茨堡大学获得政治学博士学位后，他加入柏林的国家食品和农业部担任助理顾问，在那里他工作到1922年或1923年，然后转到私营部门。

### 纳粹活动家
施特拉塞尔曾于社民党的《前进报》、中央党的《日耳曼尼亚报》及新生的保守派报刊《良知报》发表文章，支持亚瑟·莫勒·范·登·布鲁克的理念及其“中欧帝国思想”。1924年春天，其兄格雷戈尔进入巴伐利亚州议会，加入纳粹党的代替组织德国民族自由党后，他参与了本土运动并撰写了大量政治文章。他以乌尔里希·冯·胡腾为笔名为《下巴伐利亚信使》（德語：Kurier für Niederbayern）撰写文章。同年，他与一位叫玛丽亚德女士结婚并生下了儿子保罗；他在第二次婚姻中娶了英国人埃拉·杨（本名Fassbender）。
奥托·施特拉塞尔于1925年11月20日加入了纳粹党（当时有会员23918人），并与其兄及约瑟夫·戈培尔一起成为该党德“左翼”。施特拉塞尔兄弟主导了柏林的党组织，并在以阿道夫·希特勒为核心德党内南德派前形成了独特的意识形态形象。戈培尔是格雷戈尔·施特拉塞尔在莱茵兰和威斯特伐利亚德密切合作者，施特拉塞尔兄弟与戈培尔一起为纳粹党构思了一条反资本主义的社会革命路线。纳粹党的这一派系还支持社民党领导的工会罢工，并主张德国与苏联结盟。尽管如此，施特拉塞尔派仍是反马克思主义的。他将马克思主义和资本主义视为“自由主义的孩子”，同时指责希特勒领导下的党内领导层“三心二意”，只与马克思主义作斗争，却靠拢右翼民族主义资产阶级政党（如德国国家人民党），从而接近“资本家和资本主义的领导圈子”。与此同时，他们对纳粹统治精英的“串联”（德語：Verbonzung）表示遗憾，认为这是这种和解的结果。
1926年3月1日，奥托加入了其兄格雷戈尔创立的战斗出版社，由奥托负责管理，格雷戈尔则负责提供新闻。汉斯·欣克尔与施特拉塞尔兄弟共同持有报社，并曾一度担任编辑。该出版社最初充当了纳粹党左翼的喉舌，传播鲁道夫·荣格的“民族社会主义”思想。在20世纪20年代末，他越来越多地与党的领导层发生冲突，尤其是与柏林大区长官戈培尔的冲突，后者尤其怀疑该纲领的独立性。1930年5月22日，希特勒提出以120000马克的价格收购出版社，但被奥托·施特拉塞尔拒绝。1930年中期，希特勒和戈培尔加剧了纳粹党内的权力斗争，致使许多施特拉塞尔的支持者失去了权力。奥托于1930年7月4日退出了纳粹党，并出版了他的小册子《社会主义者离开纳粹党》。在这本小册子中，他批评了民族社会主义缺乏对圣雄甘地和印度独立斗争的支持等问题，并明确表示反对慕尼黑的党的领导。然而，他的这一言论未能产生任何重大影响，因为其兄格雷戈尔在党内的声望要高得多，他仍留在党内，一心一意地扩大党内权力基础，直到1932年底被推翻。格雷戈尔·施特拉塞尔公开表示与弟弟的举动保持距离，并向希特勒保证自己将全力效忠。然而，根据约阿希姆·费斯特的说法，保持距离这一行为也意味着他在党内地位的决定性削弱：“奥托·施特拉塞尔的离开不仅一劳永逸地结束了纳粹党内关于社会主义的根本争端，也意味着格雷戈尔·施特拉塞尔失去了相当大的权力，从那时起，他不再拥有议员席位，也失去了报纸”。
此后，奥托将战斗出版社用于自己的目的，并与布鲁诺·恩斯特·布赫鲁克等追随者一起创立了国家社会主义革命战斗联盟。该组织最初只有大约800名成员，施特拉塞尔试图通过这个组织招揽德国共产党的成员和同情者，以及对纳粹党合法夺权路线不满和失望的纳粹党员，此外他还出现在无政府主义者的讨论活动中。事实证明，施特拉塞尔的努力适得其反，因为他不但没有说服具有民族意识的共产党员加入他的战斗联盟，包括博多·乌塞等领导干部在内的许多成员反而转投了德共。1931年5月，被开除出冲锋队的失败的施滕纳斯叛乱的支持者也短暂地加入了这个当时约有 6000 名成员的组织。
1929年，奥托·施特拉塞尔与他的第三任妻子格特鲁德·许茨（1905—1978）结婚。两人拥有一个女儿汉内洛蕾（1931—）和一个儿子格雷戈尔（1935—2019），后者得名于奥托被谋杀的兄长。在脱离纳粹党后，由于其地位微不足道，他不得不于1930年10月1日关闭了共出版八份报刊的战斗出版社。1931年9月，在自由军团领袖、卡普政变失败者赫尔曼·埃尔哈特的资助下，施特拉塞尔将国家社会主义革命战斗联盟改组为“黑色阵线”。他进行了各种尝试，以不同的名称（《民族社会主义者》《德国革命》《黑色阵线》）重新出版他以前的出版物，但都没有取得任何效果。尽管偶尔会得到其他右翼分裂组织的支持，但这些刊物的读者从未超过10000人。

### 地下活动与逃亡
纳粹党掌权后，“黑色阵线”于1933年2月15日被纳粹当局取缔。施特拉塞尔首先移民到奥地利，随后去了布拉格。在捷克斯洛伐克，施特拉塞尔受到警察保护，盖世太保曾多次企图暗杀他。直到1933年年底，施特拉塞尔以至于左翼社会主义抵抗组织红色突击队的鲁道夫·屈斯特迈尔等人保持联系，该组织还试图动员纳粹党反对派发动政变。1934年11月3日，根据《德意志国第三份驱逐名单》，施特拉塞尔失去了德国国籍。他在布拉格领导他的抵抗组织“黑色阵线”，该组织出版报纸和小册子，并运营着一个名为“黑色阵线秘密电台”的地下电台。这个秘密短波发射台位于布拉格西区斯拉皮附近的前Záhoří酒店内，由流亡的业余无线电先驱鲁道夫·福米斯管理，他负责技术和节目。1935年初，莱因哈德·海德里希让这个被纳粹视为眼中钉的地下电台因恐怖袭击而关闭。1935年1月25日，在捷克斯洛伐克卧底的党卫军特工阿尔弗雷德·瑙约克斯和维尔纳·格特奇袭击了广播室，并杀死了鲁道夫·福米斯。这一行为引起了很大的轰动，但肇事者逃回了德国。捷克斯洛伐克的外交抗议没有产生任何结果。施特拉塞尔因为经营非法电台而受审，并被判处六个月监禁，但由于捷克斯洛伐克司法部长的干预，他不必服刑。1月，出于安全考虑，施特拉塞尔将怀孕的妻子和他们三岁的女儿送到希腊的萨摩斯岛。其妻于5月在那里生下了他们的儿子格雷戈尔·彼得·德摩斯梯尼。在给希特勒的电报中，施特拉塞尔称他的儿子为“格雷戈尔二世”。
施特拉塞尔严重高估了他在捷克斯洛伐克成立的“德国人行动委员会”，将其称作“德国流亡政府”。另一方面，纳粹领导层显然也高估了其组织对政权的威胁，纳粹领导层在20世纪30年底花费了大量精力迫害施特拉塞尔。据说戈培尔曾将施特拉塞尔描述为“希特勒的头号敌人”；然而，对于这一广泛流传的说法，除了施特拉塞尔自己的报告之外，找不到任何其他证据。许多观察家认为，施特拉塞尔在“黑色阵线”中的领导风格表明，他无法胜任领导地下抵抗组织的任务。自1933年以来，布拉格总部就因内部矛盾而受到削弱，面对外来的攻击也毫无招架之力，尤其是由于盖世太保特工对领导干部的渗透。该组织的领导人海因里希·贝尔-格鲁诺从施特拉塞尔的夸夸其谈中看到了主要原因。1938年，他与施特拉塞尔决裂，不久后被盖世太保杀害。这似乎意味着该组织的终结。
同年，施特拉塞尔与《世界舞台》的撰稿人库尔特·希勒尔一起发表了《布拉格宣言》，这是一份民族革命宣言，公开反对希特勒，支持建立一个新的德国。1938年秋，施特拉塞尔被迫离开布拉格，经法国迁往瑞士，他的家人自1935年年中起一直居住在瑞士。在瑞士，当地警方也阻止了对他的两次暗杀企图。1939年，他被纳粹党错误地指控为与英国情报机构一起组织了格奥尔格·埃尔泽暗杀阿道夫·希特勒的未遂行动。在汉斯·豪萨曼领导的瑞士非官方情报机构Büro Ha和瑞士社会民主党苏黎世全国委员汉斯·奥普雷希特的支持下，施特拉塞尔躲藏起来，途经法国和西班牙来到葡萄牙，在他的兄弟保罗的帮助下，他在一家修道院找到了避难所。他把家人留在了瑞士。1940年至1946年，他与德国裔西班牙妇女玛格丽塔·森格尔交往，后者是逃往苏联的西班牙人民阵线政府卫生部长胡安·普拉涅莱斯（1900—1972 年）的妻子。1941年，他在英国特工的帮助下经百慕大移居加拿大。

### 流亡和返回德国
在流亡期间，他通过书籍、杂志和传单抨击纳粹党在德国的统治。他在新闻报道中采取双重策略，一方面向国外提供有关希特勒个人、统治方式和政治目标的信息（例如，他支持美国特工部门制作希特勒的心理记录表），另一方面向德国走私颠覆性材料。他本人继续倡导以民族为基础的社会主义政治模式（在他于1932年发表并于1936年增补的文章《建设德国社会主义》（德語：Aufbau des deutschen Sozialismus）中阐述了这一模式），并指责希特勒背叛了真正的民族社会主义思想，以及在所谓的罗姆政变中的谋杀行为，尤其是对其兄长格雷戈尔的谋杀。在加拿大，他创立了“自由德国运动”，在流亡者和生活在国外的德国人中开展反对纳粹政权的武装斗争，但该运动坚持反犹主义纲领，因此没有得到同盟国的支持。
战后，施特拉塞尔解散了“自由德国运动”，并于1948年成立了“德国复兴联盟”，他在该组织中宣传回归基督教价值观和专业议会。奥托·施特拉塞尔最初用法文撰写了他关于1933年之前党内斗争的回忆录，并于1940年以《希特勒与我》为题在巴黎格拉塞出版社出版，1948年，回忆录出版了德文版。1950年，东德邀请奥托·施特拉塞尔加入民主德国全国阵线，但施特拉塞尔拒绝了，因为他想回到巴伐利亚。长期以来，施特拉塞尔一直努力争取返回西德的许可，但未果，直到1954年11月联邦最高行政法院的一项裁决才使他得以返回西德。直到1955年3月16日，施特拉塞尔才再次踏上德国的土地。他曾试图再次活跃于政治舞台——例如在1957年的联邦选举中加入反对德国与西方联系的德国社会联盟——但都没有成功。此后，奥托·施特拉塞尔越来越多地淡出政治生活。1955年从渥太华返回苏黎世后，他在黑尔利贝格附近的韦茨维尔再次见到了家人。据他的儿子说，他“更像是一位叔叔”，他“对政治和历史非常片面地感兴趣，但对其他方面却兴趣不大”。20世纪60年代，他住在慕尼黑施瓦宾艾因米勒大街的一间公寓里，“房间里堆满了文件、书籍和剪报”，这是他的妹妹奥尔加提供给他的。
1962年，他以《法西斯主义》（德語：Der Faschismus）为题写了一份关于他政治活动的摘要。在这本书中，施特拉塞尔概述了希特勒和墨索里尼的世界观，并将自己的“社会主义”与他们的“法西斯主义”区分开来。1969年，他在法兰克福的海因里希-海涅出版社出版了一本名为《我的奋斗》（德語：Mein Kampf）的书（格哈德·茨韦伦茨为该书作序）。该书以政治自传的名义进行销售，其中包含施特拉塞尔于1958年自费出版的《流放》一书的修订版。1971年，施特拉塞尔在美国进行巡回演讲，共面对10000名听众，受到媒体的极大关注。1973年，他与最后一任妻子希尔德-雷娜特·默勒（生于1939 年）结婚。他在慕尼黑去世后，于1974年8月底被安葬在鲁尔河畔的维滕，几个月后被迁葬到其父母位于丁克尔斯比尔的家族墓地。

## 意识形态及影响
与许多其他的纳粹主义者不同，施特拉塞尔的出版物并不关注反犹主义，而是关注其民族社会主义理念，他在1945年之后将其描述为“团结主义”（德語：Solidarismus）。但根据以色列历史学家罗伯特·所罗门·维斯特里希的说法，奥托·施特拉塞尔和纳粹党左翼的“种族主义与反犹主义不亚于希特勒领导的右翼”。施特拉塞尔在1929年8月1日发表在《民族社会主义快报》上的《关于德国革命的十四条论纲》一文提出了激进的反犹主义，并警告所谓“外来犹太教”的家长式作风。历史学家亨宁·克莱尔在评论帕特里克·莫罗1983年关于施特拉塞尔的“战斗民族主义”（德語：Kampfgemeinschaft）和黑色阵线 的专著时指出，在他的案例中不可能存在左翼或社会主义态度的问题，而是 “一种咄咄逼人的反犹太民族主义，其行为具有革命性，并以反资本主义的怨恨为生”。十年后，历史学家克里斯蒂安·施特里夫勒写到，正是共产党人的阶级斗争和施特拉塞尔的种族斗争之间的根本区别，“阻止了奥托·施特拉塞尔完全转向共产党人”。
然而，在20世纪30年底后期，施特拉塞尔缓和了反犹言论，并寻求与犹太人接触，以便将自己塑造成他们在反抗希特勒的抵抗斗争中的盟友。1936年，他和贝尔-格鲁诺说服了来自斯图加特的犹太青年赫尔穆特·希尔施。希尔施是前1929年11月1日德国青年同志成员，由艾伯哈德·克贝尔介绍给他们，对纽伦堡纳粹党集会场地进行了炸弹袭击。一名盖世太保特工出卖了这一行动计划，希尔施落网，被人民法院判处死刑，并于1937年6月被处决。1938年，施特拉塞尔在其《布拉格宣言》中提出，要么将犹太人“置于崇高的少数权利之下”，要么他们在向德意志民族宣誓效忠时 “将他们作为德国人对待，不折不扣地享有平等权利”。该宣言的共同作者是库尔特·希勒尔，他是一名犹太和平主义者和性少数群体权利运动者，曾崇拜意大利法西斯主义和“强人墨索里尼”。
卡尔·奥托·帕特尔和埃里希·米勒将奥托·施特拉塞尔描述为民族布尔什维克主义者。路易·迪珀对这种分类提出质疑：“奥托·施特拉塞尔和他的密友们从来都不是‘民族布尔什维克分子’；只有他们革命告白的激进语气和他们与共产党的暂时和解才能解释这种错误的假设。”在此背景下的一个问题是，施特拉塞尔兄弟被定性为“民族布尔什维克主义者”，这种定性至今仍在文献中有所体现，但最终在多大程度上可以淡化他们对民族社会主义的认同。对于施特拉塞尔来说，“民族社会主义”一词始终具有积极的含义。甚至在他于1939年在瑞士出版的《明日欧洲》（德語：Europa von Morgen）一书中，他也将托马斯·马萨里克描绘成最初的捷克民族社会主义者。奥托·施特拉塞尔本人散布的关于他被杀害的兄弟的理想化和传说支持了这种肤浅的观点，但这种观点有时并没有认识到奥托和格雷戈尔·施特拉塞尔采取了不同的策略：奥托在离开纳粹党后对希特勒发动了一场毫无希望的私人战争，而他的兄长在党内的影响力要大得多，他并没有与政权保持距离，根据一些当代证人和作家的说法，他有时还希望能够恢复名誉并参与执政。1969年，《时代周报》的作者罗尔夫·霍伊埃这样总结兄弟俩的对比：“格雷戈尔缺乏奥托的勇气，奥托缺乏格雷戈尔的力量”。
1945年后，奥托·施特拉塞尔本人试图将自己塑造成“反抗希特勒的一号战士”。《青年自由报》的撰稿人克劳斯·沃尔夫施拉格在其著作《希特勒的右翼反对者》（1995年）中也强调了施特拉塞尔纳粹反对者的身份。在此基础上，一些新右翼支持者试图将施特拉塞尔描绘成一个不受纳粹主义负面意识形态束缚的可接受的意识形态榜样。根据图林根州宪法保卫办公室的评估，施特拉塞尔的“民族革命理论”与恩斯特·罗姆的思想相似，对不少当代新纳粹主义产生了相当大的影响。长期以来，德国国家民主党党内一直有一股强大的施特拉塞尔主义思潮，其仿效施特拉塞尔作品的肤浅的社会批判和社会主义言论在德国东部尤其能引起共鸣。施特拉塞尔关于“革命的民族社会主义”的理论观点和他的自我表述美学也对“自由同志情谊”和“自治民族主义”起到了重要作用。在国外，英国（尤其是英国国民阵线）以及法国、美国和俄罗斯的右翼极端分子经常提到施特拉塞尔。

## 著作
- Entwicklung und Bedeutung der deutschen Zuckerrübensamenzucht. o. O. o. J. 奥托·施特拉塞尔（德国国家图书馆目录相关文献） (Rechts- und staatswissenschaftliche Dissertation Universität Würzburg 1921, 92 Seiten).
- Aufbau des deutschen Sozialismus. Wolfgang-Richard-Lindner-Verlag, Leipzig 1932.
- Die deutsche Bartholomäusnacht. Reso-Verlag,[29] Zürich 1935.
- Wohin treibt Hitler? Darstellung der Lage und Entwicklung des Hitlersystems in den Jahren 1935 und 1936. Verlag Heinrich Grunov, Prag I 1936.
- Hitler tritt auf der Stelle. Oxford gegen Staats-Totalität. Berlin – Rom – Tokio. Neue Tonart in Wien. NSDAP-Kehraus in Brasilien. In: Die dritte Front, Band 6, 1937. Grunov, Prag 1937.
- Kommt es zum Krieg? (= Periodische Schriftenreihe der „Deutschen Revolution“. Band 3). Grunov, Prag 1937.
- Europa von morgen. Das Ziel Masaryks. In: Weltwoche, Zürich 1939.
- Hitler und Ich (= Asmus-Bücher. Band 9). Johannes-Asmus-Verlag, Konstanz 1948.
- Der Faschismus. Geschichte und Gefahr  (= Politische Studien. Band 3). Olzog, München (u. a.) 1965.
- Mein Kampf. Eine politische Autobiographie (= Streit-Zeit-Bücher. Band 3). Heinrich Heine Verlag, Frankfurt am Main 1969.

## 脚注
1. 1 2 3 4 5 6 7 8 9 10  Gerhard J. Bellinger, Brigitte Regler-Bellinger: Schwabings Ainmillerstraße und ihre bedeutendsten Anwohner: Ein repräsentatives Beispiel der Münchner Stadtgeschichte von 1888 bis heute. 2., durchgesehene Auflage, BoD, Norderstedt 2013, 《奥托·施特拉塞尔》在Google Books的內容。.
2. ↑  Rainer Dohse: Der dritte Weg. Neutralitätsbestrebungen in Westdeutschland zwischen 1945 und 1955. Holsten-Verlag, Hamburg 1974, ISBN 3-87356-001-1, S. 167.
3. ↑  Armin Nolzen: Straßer, Gregor. In: Neue Deutsche Biographie (NDB). Band 25. Duncker & Humblot, Berlin not yet published, S. 478 f. (全文) （德文）
4. 1 2 3 4 5 6 7 8 9  Armin Nolzen: Straßer, Otto. In: Neue Deutsche Biographie (NDB). Band 25. Duncker & Humblot, Berlin not yet published, S. 479–481. (全文) （德文）
5. 1 2 3  Otto Strasser 1897–1974 （页面存档备份，存于） (tabellarischer Lebenslauf). In: LeMO, Abruf vom 11. April 2017.
6. 1 2 3 4 5 6 7 8 9 10  . Telepolis.   [2025-02-12]. （原始内容存档于2025-04-19） （德语）.
7. 1 2 3 4  ZEIT (Archiv), D. I. E. . Die Zeit. 1969-04-18  [2025-02-12]. ISSN 0044-2070. （原始内容存档于2025-02-13） （德语）.
8. ↑  Joachim Fest: Hitler. Eine Biographie. Ullstein-Verlag, Berlin 1973, ISBN 3-549-07301-1. S. 394.
9. ↑  Horst Blume, Nationalrevolutionäre aus anarchistischer Sicht, Schwarzer Faden (9): pp. 51–58 （德文） online （页面存档备份，存于）
10. ↑  Dennis Egginger-Gonzalez: Der Rote Stoßtrupp. Eine frühe linkssozialistische Widerstandsgruppe gegen den Nationalsozialismus. Lukas Verlag, Berlin 2018, S. 26, 67.
11. ↑  Michael Hepp (Hrsg.): Die Ausbürgerung deutscher Staatsangehöriger 1933–45 nach den im Reichsanzeiger veröffentlichten Listen. Band 1: Listen in chronologischer Reihenfolge. K. G. Saur Verlag, München, New York u. a. 1985 (Nachdruck 2010, ISBN 978-3-11-095062-5), S. 5.
12. ↑  Kateřina Čapková; Michal Frankl: Unsichere Zuflucht – die Tschechoslowakei und ihre Flüchtlinge aus NS-Deutschland und Österreich 1933–1938. Böhlau, Köln 2012, ISBN 978-3-412-20925-4. S. 90.
13. 1 2 3 4  Jörg Krummenacher: Der Fluchtpunkt Schweiz und Hitlers Feind Nummer eins. （页面存档备份，存于） In: NZZ, 8. November 2008, abgerufen am 12. April 2017.
14. ↑  Peter Koblank: Waren Secret Service und Otto Strasser die Geldgeber von Georg Elser? （页面存档备份，存于） Online-Edition Mythos Elser 2005.
15. ↑  Herbert Elzer: Bonn oder Paradise? Die Bundesregierung, der SPD-Parteivorstand und die umstrittene Rückkehr des NS-Dissidenten Otto Straßer aus Kanada (1948–1952). In: Jahrbuch Extremismus & Demokratie, 24. Jg. 2012, Nomos, Baden-Baden 2012, S. 72–101.
16. 1 2  , Der Spiegel, 19 August (2), 1955, (2): 34 （德语）
17. ↑  Himmler übergibt eine Urne mit der Nummer 16. In: Landshuter Zeitung, 16. Februar 2006.
18. ↑  Otto Straßer und der Solidarismus. In: Arbeiter-Zeitung. Vienna, 1949年1月12日, p. 2, 右上方.
19. ↑  Robert S. Wistrich: Wer war wer im Dritten Reich. Anhänger, Mitläufer, Gegner aus Politik, Wirtschaft, Militär, Kunst und Wissenschaft. Harnack-Verlag, München 1983, ISBN 3-88966-004-5, S. 264. Zum grundsätzlichen Antisemitismus Strassers siehe auch das .   [2025-02-12]. （原始内容存档于2009-02-21）.
20. ↑  Henning Köhler. . Die Zeit. 1985-09-06.
 （页面存档备份，存于）
21. ↑  Christian Striefler: Kampf um die Macht. Kommunisten und Nationalsozialisten am Ende der Weimarer Republik. Propyläen-Verlag, Berlin 1993, ISBN 3-549-05208-1, S. 110.
22. ↑  Kurt Hiller: Mussolini und unsereins. In: Die Weltbühne. Wochenschrift für Politik, Kunst, Wirtschaft, 12. Januar 1926, ZDB-ID 7607-7, OBV （页面存档备份，存于）.
23. 1 2  Karl Otto Paetel: Zur Geschichte des deutschen Nationalbolschewismus. Musterschmidt Verlag, Göttingen 1965.
24. ↑  Louis Dupeux: „Nationalbolschewismus“ in Deutschland 1919–1933: kommunistische Strategie und konservative Dynamik, deutsch von Richard Kirchhoff. Beck, München 1985, ISBN 3-406-30444-3, S. 407.
25. ↑  Marlène Laruelle: Die europäischen Ursprünge des Eurasianismus. In: Martin Aust und Daniel Schönpflug (Hrsg.): Vom Gegner lernen: Feindschaften und Kulturtransfers im Europa des 19. und 20. Jahrhunderts. Campus, Frankfurt am Main 2007, S. 170.
26. ↑  Peter D. Stachura: Gregor Strasser and the Rise of Nazism. Allen & Unwin, London u. a. 1983, ISBN 0-04-943027-0, S. 123.
27. ↑  Wolfgang Benz: Straßer, Otto. In: derselbe (Hrsg.): Handbuch des Antisemitismus. Judenfeindschaft in Geschichte und Gegenwart. Band 8: Nachträge und Register. De Gruyter Saur, Berlin 2015, ISBN 978-3-11-037932-7, S. 129.
28. ↑  Verfassungsschutzbericht Thüringen 2003 (PDF), S. 21.
29. ↑  Verleger des Reso-Verlags war der Schweizer René Sonderegger.